# بلاتتس (استان کیوستندیل)
بلاتتس (به بلغاری: Blatets) یک منطقهٔ مسکونی در بلغارستان است که در شهرستان کیوستندیل واقع شده‌است.